# 城口金盏苣苔
城口金盏苣苔（学名：Isometrum fargesii），为苦苣苔科金盏苣苔属下的一个种。

## 扩展阅读
維基物種上的相關：城口金盏苣苔